# Miquel d'Imerècia
Miquel d'Imerècia (en georgià: მიქაელი, Mik'aili ; mort l'any 1329) fou un sobirà d'Imerècia a Geòrgia occidental del segle xiv. Descendent dels antics reis de la Geòrgia unificada, va reclamar el tron d'Imerècia des de l'arribada al poder del seu germà Constantí l'any 1293, però no l'obtingué fins després d'una guerra civil de prop de 35 anys, a la mort del seu germà sense fills l'any 1327. El seu regnat està simbolitzat per la divisió del seu regne en diversos principats i senyories dels quals la majoria van subsistir en tant que dominis de facto independents fins al segle xix.

## Biografia

### Rebel·lió i usurpació

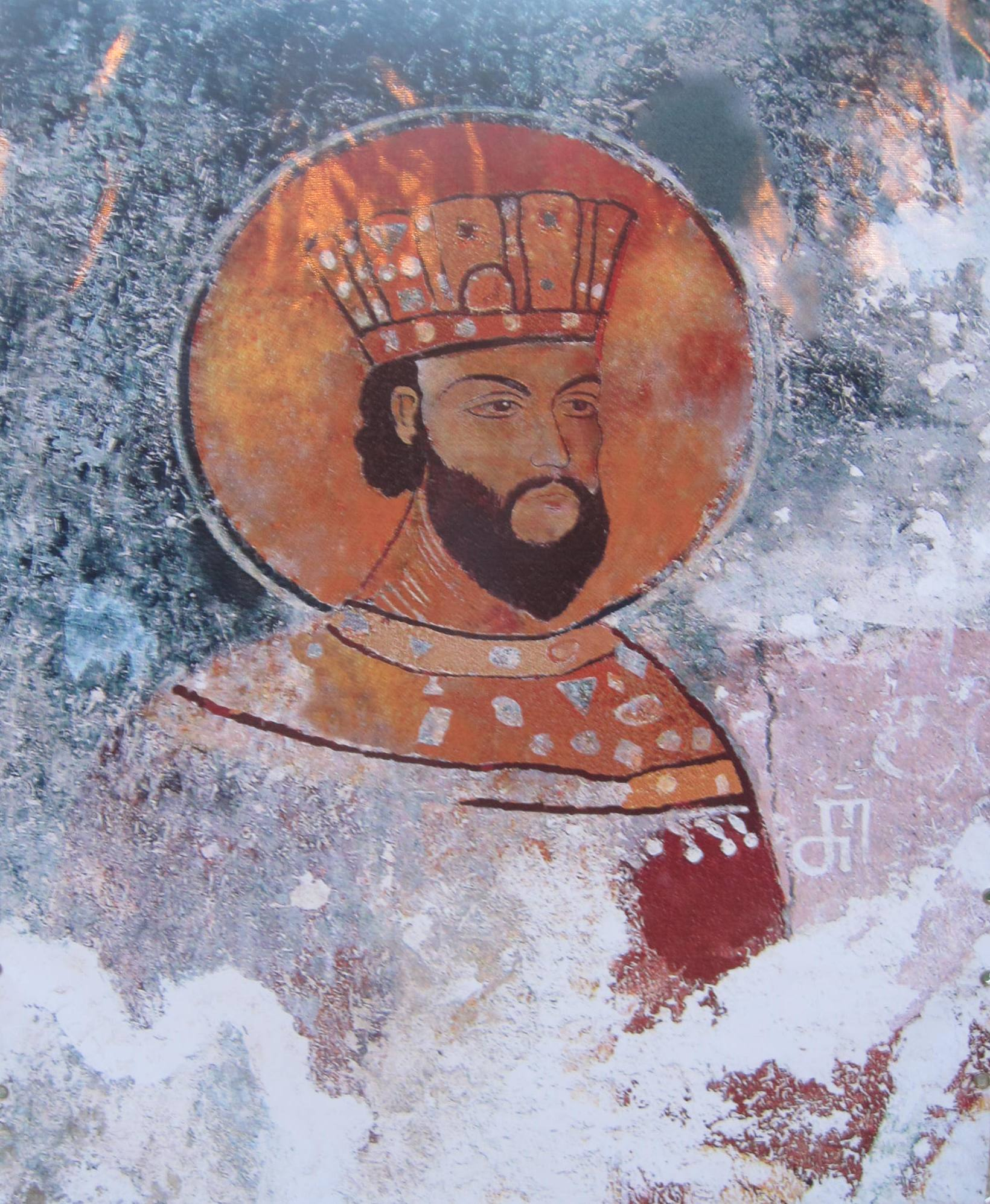
David VI de Geòrgia

Miquel Bagration va néixer probablement durant la segona meitat del segle xiii. Era el tercer fill del rei David VI de Geòrgia i de la seva esposa, una princesa georgiana o romana d'Orient. Cyril Toumanoff pretén que Miquel va rebre el seu nom (poc comú per un príncep medieval georgià) en l'honor del seu avi matern. Poques coses es coneixen de la vida del futur rei Miquel que no apareix a la història fins a partir del regnat del seu germà a Imerècia.
En efecte Constantí I havia accedit al tron a la mort del seu pare (que havia repartit Geòrgia entre els dos fills grans) l'any 1293. Tanmateix, Miquel, que desitjava igualment tenir un regne, es va rebel·lar contra el seu germà i va usurpar el títol amb l'ajuda d'alguns fidels. Aviat, va aconseguir prendre el control de les províncies del nord del regne, amb Ratxa, Letxkhumi i Arguètia, i es va iniciar una guerra civil entre el pretendent i el sobirà legítim. Diverses vegades es van organitzar converses de pau per aconseguir el final de les hostilitats però res no va aconseguir desencallar la situació i el conflicte va continuar durant la resta del regnat de Constantí. Les Cròniques georgianes informen fins i tot que els nobles més poderosos feien el que podien per reconciliar als dos germans.
Però tots aquests grans nobles no lluitaven gaire per la pau a Geòrgia occidental. Així, el conflicte creat per la usurpació de Miquel va causar igualment importants problemes nobiliaris a Imerècia. Jordi Dadiani ho va aprofitar per apoderar-se dels territoris del eristavat de Tskhomi (Sukhumi) i del Odishi (Mingrèlia), estenent així els seus territoris a tot el nord-est de la mar Negra fins a Anacòpia. Els prínceps Xarvaixidze van prendre possessió de la resta d'Abkhàzia, mentre que la Gúria i la Svanètia obtingueren una independència de facto. Aquests problemes nascuts al temps de la usurpació de Miquel restaren els problemes més importants per tots els futurs sobirans del regne fins a la seva annexió per la Rússia imperial l'any 1810.

### Regnat
Tanmateix, la guerra civil a Imerècia no va canviar res en la successió de Constantí I. Aquest va morir després d'una trentena d'anys de conflicte fratricida l'any 1327, sense cap descendència coneguda. Per aquesta raó i legítimament, fou el seu germà Miquel que fou cridat a regnar a Kutaisi en tant que rei dels imeres.
El regnat de Miquel fou ocupat per les temptatives del rei de reconciliar-se amb els nobles que havien declarat la seva independència durant el conflicte interior. Però cap negociació amb els Dadiani, el Gurieli ni els altres eristavis no van reeixir i la Geòrgia occidental va quedar així dividida en diversos principats i senyories. El cronista Vakhuxt Bagration menciona vagament diverses usurpacions en el regnat de Miquel que van fracassar, que foren de fet la raó del fracàs del monarca en la seva política interior.
Les Cròniques georgianes mencionen igualment que els únics acords que el monarca va poder fer amb la noblesa durant el seu curt regnat, va consistir en una aliança militar sòlida i una recaptació d'impostos. En política exterior, és probable que Miquel conservés la seva independència total enfront dels mongols, igual que enfront de la resta del regne de Geòrgia.
No se sap res més del rei Miquel. Va morir el 1329, en circumstàncies desconegudes i va deixar com a hereu i successor el seu únic fill, el menor Bagrat I d'Imèretia, anomenat « el Petit».

### Família
Miquel d'Imerècia era el segon fill de David VI de Geòrgia. La seva mare és identificada pels genealogistes, bé com una dona noble anomenada Tamar Amanelisdze o bé com una princesa romana d'Orient que podria ser una filla natural de l'esposa del sebastocrator i despota Joan Paleòleg o de l'esposa de l'emperador Miquel VIII Paleòleg, Teodora Dukaina Vatatzaina ; els cronistes georgians pretenen d'altra banda que la mare del rei Miquel era una filla il·legitima de Miquel VIII Paleòleg. Entre els seus germans, Miquel tenia al seu predecessor Constantí I, però també al rei de Geòrgia Vakhtang II.
D'una unió desconeguda, el rei dels imers va tenir un únic fill, Bagrat, anomenat Mtsire (el Petit) .

## Annexes